# 仇时古
仇时古，字叔献，號紫畿，山西曲沃人，明朝政治人物。

## 生平
萬曆二十五年丁酉科舉人，二十六年（1598年）聯捷戊戌科进士。都察院觀政，次年授刑部貴州司主事，三十二年升山東司員外郎，升郎中，四十一年升西安知府，四十三年京察，四十五年補長蘆運判，天啓元年（1621年）升刑部貴州司主事，四年升員外郎，本年升湖廣司郎中。天啟五年（1625年）接替张宗衡任松江府知府一职，1627年由方岳贡接任。后升至廣西按察司副使兼布政司参议，整饬江左兵备。

## 家族
曾祖仇禄，通判。父仇珂。